# سبت دودو
سبت دودو (1930 - 28 سبتمبر 2022) لاعب كرة قدم سوداني لعب في مركز حارس مرمى. ولد في العام 1930 في العاصمة السودانية الخرطوم، اسمه الحقيقي عيد دودو، لقبه والداه سبت لأنه ولد في ذلك اليوم، وجاء اسمه الحقيقي بسبب مولده في يوم العيد.

## اللقب
لقب بالكثير من الألقاب بعد تألقه في حراسة المرمى فلقب بـ«الصقر الأسود» و«الجنرال» وأسمته الصحافة السورية «صقر قريش».

## الدراسة
درس دودو الأولية بالخرطوم قبل أن يلتحق بالمدرسة الوسطى الصناعية بالعاصمة الوطنية أم درمان. ودرس مرحلتهُ الثانويَّة بمدارس إبراهيم سوميت المسائية، التحق كجندي بسلاح المهندسين (الوحدة الفنية – قسم النجارة) في العام 1944 م وترقى إلى أن وصل لرتبة (نقيب) إلى أن تقاعد عن العمل.

## بداية مسيرته
بدأ سبت دودو حياته الكروية في مركز المهاجم قبل أن يصاب حارس نادي المقرن ويستعان بـ«سبت» ليلعب في مركز حراسة المرمى ويواصل فيها. لفت دودو أنظار نادي الهلال إليه بعد أن تألق مع منتخب الوحدات العسكرية ونادي المقرن الذي كان يلعب في الدرجة الثالثة. التحق عيد دودو بمنتخب الجيش السوداني لكرة القدم بعد أن تألق في نادي المقرن الخرطومي.

## مشاركته مع المنتخب الوطني
قبل تأسيس الاتحاد السوداني لكرة القدم، التحق بمنتخب القوات المسلحة الذي انضم إليه من فرقة سلاح المهندسين. وبعد تأسيس منتخب السودان الوطني تصدّر دودو قائمة المختارين مع نادي الهلال. في العام 1963م شارك اللاعب مع منتخب السودان أمام مُنتخب كينيا وقد ساهم أمام الهجوم الكيني وقد قال المعلِّق الرياضي طه حمدتو قائِلًا عنهُ: «أنت ما سبت أنت أيام الأسبوع كلها».

## الفرق التي لعب لها
لعب لفريق المقرن في الخرطوم في الخمسينيات وكان في بادئ الأمر مهاجما ومن ثم انتقل إلى حراسة المرمى، ولعب دودو حارسا لمرمى فريق الدفاع بعد التحاقه بالقوات المسلحة، ولعب أول مباراة في العام 1952، ووقع سبت لنادي الهلال في العام 1953م وهنا كانت الانطلاقة الحقيقية له وتطوير مستواه واختير ليلعب مع المتتخب الوطني السوداني في العام 1956م وظل عطاؤه متواصلا لأكثر من 14 عاما.

## تسجيله في الهلال السوداني
أصبح سبت دودو قائدا لفريق الهلال السوداني في العام 1963م وظل كذلك حتى 1967م ثم أصبح كابتن المنتخب الوطني السوداني في العام 1967.

### أول مباراة له مع الهلال
بعد توقيعه للهلال عام 1953م خاض سبت دودو المباراة التي أقيمت عصر الأحد الأول من نوفمبر 1953م بين الهلال والمريخ على كأس همفري وفاز الهلال يومها 3-1 (أحرزها عكاشة، القطر، برعي) وأحرز قرعم هدف المريخ وكان سبت دودو نجم المباراة ومنها انطلق نحو النجومية المطلقة.

## اعتزال اللعب
شارك مع فريق الهلال في أول مشوار للأندية السودانية في بطولة الأندية الإفريقية الأبطال عام 1966م وأقعدته الإصابة عن تكملة المشوار وعجلت باعتزاله.
اعتزل سبت دوجو في العام 1967، وذلك بعد أن يلغ من العمر 37 عاما واتجه إلى التدريب في المملكة العربية السعودية.

## إنجازاته
- أول حارس مرمى لمنتخب السوداني 1956م
- شارك في بطولة كأس الأمم الإفريقية 1959 في القاهرة و1963م في غانا
- شارك في التصفيات المؤهلة لكأس العالم في السويد 1958م
- اختير ضمن منتخب نجوم العرب عام 1965م

## مسيرته التدريبية
وصلته دعوة من الأهلي السعودي للعمل كمدرب لحراس المرمى حيث قام بتدريب كل المراحل من ناشئين وشباب وفريق أول وعلى يده تخرج العديد من الحراس المميزين أمثال غازي صدفة وعادل الرداس ومحمد المترو وعبد الهادي الحداد وغيرهم إلى أن تقاعد عن العمل.

## وفاته
توفي يوم الأربعاء 28 أيلول/سبتمبر 2022 في مدينة جدة.